# 超级猴子球系列
超级猴子球是由名越稔洋創作，世嘉開發並持有的动作闯关平台类游戏系列。最初由Amusement Vision开发，世嘉于2001年6月23日在日本街機平台首次发布，當時遊戲名稱為猴子球，改动之后发布在任天堂GameCube版本並更名為現稱。隨後亦推出數款續作與衍生作品。

## 游戏方式
玩家控制一个身处水泡中的角色滚动获取物品，达到特定分数后开启下一个场景的传送门。

## 作品
- 猴子球（街機）
- 超级猴子球（任天堂GameCube版，亦是GameCube首發遊戲）
- 超级猴子球2
- 超级猴子球3（已取消）
- 超级猴子球Jr.
- 超级猴子球豪华版
- 超级猴子球触摸滚动
- 超级猴子球大冒险
- 超級猴子球：香蕉閃電戰（英语：Super Monkey Ball: Banana Splitz）
- 超級猴子球3D
- 超级猴子球（iPhone版）
- 超级猴子球：平衡滚球[1]
- 現嚐好滋味！超級猴子球（香蕉閃電戰重制版）[2]
- 現嚐好滋味！超級猴子球 1&2 重製版（英语：Super Monkey Ball: Banana Mania）
- 超級猴子球 香蕉大亂鬥

## 角色
主要角色是AiAi、MeeMee、Baby、GonGon、YanYan和Doctor，AiAi是Sonic Riders和Sega Superstars Tennis的玩家角色。AiAi也出现在Sonic & Sega All-Stars Racing。

## 其他
- Neverball

## 外部連結
- 超級猴子球維基（Super Monkey Ball Wiki） （页面存档备份，存于）
- 超級猴子球豪華版影片 （页面存档备份，存于）
- Game Oldies《超級猴子球Jr.》線上遊戲 （页面存档备份，存于）